# إيرل هاينز
إيرل هاينز (بالإنجليزية: Earl Hines)‏ (و. 1903 – 1983 م) هو عازف بيانو، وقائد فرقة ‏، وعازف جاز، وملحن أمريكي، يستخدم آلات بيانو، توفي في أوكلاند، كاليفورنيا، عن عمر يناهز 80 عاماً.

## وصلات خارجية
- إيرل هاينز على موقع IMDb (الإنجليزية)
- إيرل هاينز على موقع الموسوعة البريطانية (الإنجليزية)
- إيرل هاينز على موقع ميوزك برينز (الإنجليزية)
- إيرل هاينز على موقع إن إن دي بي (الإنجليزية)
- إيرل هاينز على موقع أول ميوزيك (الإنجليزية)
- إيرل هاينز على موقع ديسكوغز (الإنجليزية)
- إيرل هاينز على موقع قاعدة بيانات الفيلم (الإنجليزية)

- إيرل هاينز في قاعدة بيانات الأفلام على الإنترنت